# Căutându-l pe Patrick
Căutându-l pe Patrick este un film românesc din 2015 regizat de Daniel Djamo.